# Смаджа, Шай-Орен
Шай-О́рен Сма́джа (ивр. אורן סמדג'ה‎, род. 20 июня 1970) — израильский дзюдоист, призёр Олимпийских игр.
Шай-Орен Смаджа родился в 1970 году в Офакиме. В 1992 году завоевал бронзовую медаль чемпионата Европы и бронзовую медаль Олимпийских игр в Барселоне. В 1995 году стал обладателем серебряной медали чемпионата мира.
Старший сын Смаджи, Омер, проходивший резервистскую службу в бригаде «Александрони», погиб 20 июня 2024 года в ходе боёв в центре сектора Газа во время войны в Газе.